# UEFA Nations League 2020–21 (hạng đấu A)
UEFA Nations League 2020-21 Hạng A (tiếng Anh: 2020–21 UEFA Nations League A) là phân hạng thứ nhất của UEFA Nations League mùa giải 2020-21, mùa giải thứ hai của giải bóng đá quốc tế với sự tham gia từ các đội tuyển nam quốc gia của 55 hiệp hội thành viên của UEFA. Bốn đội nhất bảng của Hạng A sẽ giành quyền tham dự vòng chung kết vào tháng 6 năm 2021 để tìm ra nhà vô địch UEFA Nations League 2020-21.

## Thể thức
Dưới đây là thay đổi thể thức từ mùa giải đầu tiên, Hạng A đã được mở rộng từ 12 lên 16 đội. Giải đấu bao gồm các thành viên UEFA được xếp hạng hàng đầu từ 1–16 trong bảng xếp hạng tổng thể UEFA Nations League 2018–19, chia thành bốn bảng bốn đội. Mỗi đội tuyển sẽ thi đấu 6 trận đấu trong bảng của họ, sử dụng thể thức vòng tròn một lượt trên sân nhà và sân khách vào các ngày đấu gấp đôi vào tháng 9, tháng 10 và tháng 11 năm 2020. Đội thắng của mỗi bảng sẽ giành quyền vào Chung kết UEFA Nations League 2021 và đội xếp thứ tư của mỗi bảng sẽ phải xuống Hạng B.
Chung kết giải vô địch bóng đá các quốc gia sẽ diễn ra vào tháng 6 năm 2021 và được thi đấu trong thể thức vòng đấu loại trực tiếp, bao gồm trận bán kết, vòng play-off tranh hạng ba và trận chung kết. Các cặp đấu bán kết, cùng với các đội nhà hành chính cho vòng play-off tranh hạng ba và trận chung kết, được xác định bằng định nghĩa bốc thăm. Nước chủ nhà sẽ được lựa chọn trong số bốn đội tuyển vượt qua vòng loại bởi Ủy ban điều hành UEFA, với các đội thắng của trận chung kết đăng quang với tư cách là nhà vô địch của UEFA Nations League.
Bốn đội thắng bảng sẽ được rút thăm chia thành các bảng năm đội cho vòng loại giải vô địch bóng đá thế giới 2022 (trong sắp xếp để phù hợp cho Chung kết giải vô địch bóng đá các quốc gia).

## Các đội tuyển

### Thay đổi đội tuyển
Dưới đây những đội tuyển được thăng Hạng A từ Hạng B mùa giải 2018–19:
| Được thăng từ Hạng B                                    |
| ------------------------------------------------------- |
| - Bosna và Hercegovina - Đan Mạch - Thụy Điển - Ukraina |

Dưới đây là những đội tuyển ban đầu bị xuống Hạng B, nhưng sau đó không có đội tuyển nào bị xuống hạng do thay đổi thể thức bởi UEFA:
| Ban đầu bị xuống Hạng B nhưng sau cùng ở lại |
| -------------------------------------------- |
| - Croatia - Đức - Iceland - Ba Lan           |

### Hạt giống
Trong danh sách truy cập 2020–21, các đội tuyển được xếp hạng của UEFA dựa trên bảng xếp hạng tổng thể UEFA Nations League 2018–19, với một sửa đổi nhỏ: các đội tuyển ban đầu được xuống hạng trong mùa giải trước được xếp hạng ngay dưới các đội tuyển được thăng hạng trước khi thay đổi thể thức. Các nhóm hạt giống cho giai đoạn giải đấu đã được xác nhận vào ngày 4 tháng 12 năm 2019, và được dựa trên bảng xếp hạng danh sách truy cập.
| Đội tuyển                      | Hạng |
| ------------------------------ | ---- |
| Bồ Đào Nha (đương kim vô địch) | 1    |
| Hà Lan                         | 2    |
| Anh                            | 3    |
| Thụy Sĩ                        | 4    |

| Đội tuyển   | Hạng |
| ----------- | ---- |
| Bỉ          | 5    |
| Pháp        | 6    |
| Tây Ban Nha | 7    |
| Ý           | 8    |

| Đội tuyển            | Hạng |
| -------------------- | ---- |
| Bosna và Hercegovina | 9    |
| Ukraina              | 10   |
| Đan Mạch             | 11   |
| Thụy Điển            | 12   |

| Đội tuyển | Hạng |
| --------- | ---- |
| Croatia   | 13   |
| Ba Lan    | 14   |
| Đức       | 15   |
| Iceland   | 16   |

Lễ bốc thăm cho giai đoạn giải đấu sẽ diễn ra vào ngày 3 tháng 3 năm 2020, lúc 18:00 CET, ở Amsterdam, Hà Lan. Mỗi bảng sẽ chứa một đội tuyển từ mỗi nhóm.

## Các bảng
Thời gian là CET/CEST, như được liệt kê bởi UEFA (giờ địa phương, nếu khác nhau, nằm trong dấu ngoặc đơn).

### Bảng 1
| VT | Đội                      | ST | T | H | B | BT | BB | HS | Đ  | Giành quyền tham dự hoặc xuống hạng    |     | Ý   | Hà Lan | Ba Lan | Bosna và Hercegovina |
| -- | ------------------------ | -- | - | - | - | -- | -- | -- | -- | -------------------------------------- | --- | --- | ------ | ------ | -------------------- |
| 1  | Ý (A)                    | 6  | 3 | 3 | 0 | 7  | 2  | +5 | 12 | Vòng loại đến Chung kết Nations League |     | —   | 1–1    | 2–0    | 1–1                  |
| 2  | Hà Lan                   | 6  | 3 | 2 | 1 | 7  | 4  | +3 | 11 |                                        |     | 0–1 | —      | 1–0    | 3–1                  |
| 3  | Ba Lan                   | 6  | 2 | 1 | 3 | 6  | 6  | 0  | 7  |                                        | 0–0 | 1–2 | —      | 3–0    |                      |
| 4  | Bosna và Hercegovina (R) | 6  | 0 | 2 | 4 | 3  | 11 | −8 | 2  | Xuống hạng đến Giải đấu B              |     | 0–2 | 0–0    | 1–2    | —                    |

| Ý           | 1–1      | Bosna và Hercegovina |
| ----------- | -------- | -------------------- |
| - Sensi 67' | Chi tiết | - Džeko 57'          |

| Hà Lan         | 1–0      | Ba Lan |
| -------------- | -------- | ------ |
| - Bergwijn 61' | Chi tiết |        |

| Bosna và Hercegovina       | 1–2      | Ba Lan                    |
| -------------------------- | -------- | ------------------------- |
| - Hajradinović 24' (ph.đ.) | Chi tiết | - Glik 45' - Grosicki 67' |

| Hà Lan | 0–1      | Ý               |
| ------ | -------- | --------------- |
|        | Chi tiết | - Barella 45+1' |

| Bosna và Hercegovina | 0–0      | Hà Lan |
| -------------------- | -------- | ------ |
|                      | Chi tiết |        |

| Ba Lan | 0–0      | Ý |
| ------ | -------- | - |
|        | Chi tiết |   |

| Ý                | 1–1      | Hà Lan            |
| ---------------- | -------- | ----------------- |
| - Pellegrini 16' | Chi tiết | - Van de Beek 25' |

| Ba Lan                                 | 3–0      | Bosna và Hercegovina |
| -------------------------------------- | -------- | -------------------- |
| - Lewandowski 40', 52' - Linetty 45+1' | Chi tiết |                      |

| Hà Lan                          | 3–1      | Bosna và Hercegovina |
| ------------------------------- | -------- | -------------------- |
| - Wijnaldum 6', 14' - Depay 55' | Chi tiết | - Prevljak 63'       |

| Ý                                    | 2–0      | Ba Lan |
| ------------------------------------ | -------- | ------ |
| - Jorginho 27' (ph.đ.) - Berardi 84' | Chi tiết |        |

| Bosna và Hercegovina | 0–2      | Ý                           |
| -------------------- | -------- | --------------------------- |
|                      | Chi tiết | - Belotti 22' - Berardi 68' |

| Ba Lan       | 1–2      | Hà Lan                              |
| ------------ | -------- | ----------------------------------- |
| - Jóźwiak 6' | Chi tiết | - Depay 77' (ph.đ.) - Wijnaldum 84' |

### Bảng 2
| VT | Đội         | ST | T | H | B | BT | BB | HS  | Đ  | Giành quyền tham dự hoặc xuống hạng    |     | Bỉ  | Đan Mạch | Anh | Iceland |
| -- | ----------- | -- | - | - | - | -- | -- | --- | -- | -------------------------------------- | --- | --- | -------- | --- | ------- |
| 1  | Bỉ (A)      | 6  | 5 | 0 | 1 | 16 | 6  | +10 | 15 | Vòng loại đến Chung kết Nations League |     | —   | 4–2      | 2–0 | 5–1     |
| 2  | Đan Mạch    | 6  | 3 | 1 | 2 | 8  | 7  | +1  | 10 |                                        |     | 0–2 | —        | 0–0 | 5–1     |
| 3  | Anh         | 6  | 3 | 1 | 2 | 7  | 4  | +3  | 10 |                                        | 2–1 | 0–1 | —        | 4–0 |         |
| 4  | Iceland (R) | 6  | 0 | 0 | 6 | 3  | 17 | −14 | 0  | Xuống hạng đến Giải đấu B              |     | 1–2 | 0–3      | 0–1 | —       |

1. 1 2  Hiệu số đối đầu: Đan Mạch 4, Anh 1.

| Iceland | 0–1      | Anh                      |
| ------- | -------- | ------------------------ |
|         | Chi tiết | - Sterling 90+2' (ph.đ.) |

| Đan Mạch | 0–2      | Bỉ                          |
| -------- | -------- | --------------------------- |
|          | Chi tiết | - Denayer 10' - Mertens 77' |

| Bỉ                                                         | 5–1      | Iceland              |
| ---------------------------------------------------------- | -------- | -------------------- |
| - Witsel 13' - Batshuayi 17', 69' - Mertens 50' - Doku 80' | Chi tiết | - H. Friðjónsson 11' |

| Đan Mạch | 0–0      | Anh |
| -------- | -------- | --- |
|          | Chi tiết |     |

| Anh                                | 2–1      | Bỉ                   |
| ---------------------------------- | -------- | -------------------- |
| - Rashford 39' (ph.đ.) - Mount 65' | Chi tiết | - Lukaku 16' (ph.đ.) |

| Iceland | 0–3      | Đan Mạch                                           |
| ------- | -------- | -------------------------------------------------- |
|         | Chi tiết | - Sigurjónsson 45' (l.n.) - Eriksen 46' - Skov 61' |

| Anh | 0–1      | Đan Mạch              |
| --- | -------- | --------------------- |
|     | Chi tiết | - Eriksen 35' (ph.đ.) |

| Iceland         | 1–2      | Bỉ                       |
| --------------- | -------- | ------------------------ |
| - Sævarsson 17' | Chi tiết | - Lukaku 9', 38' (ph.đ.) |

| Bỉ                            | 2–0      | Anh |
| ----------------------------- | -------- | --- |
| - Tielemans 10' - Mertens 24' | Chi tiết |     |

| Đan Mạch                             | 2–1      | Iceland           |
| ------------------------------------ | -------- | ----------------- |
| - Eriksen 12' (ph.đ.), 90+2' (ph.đ.) | Chi tiết | - Kjartansson 85' |

| Bỉ                                               | 4–2      | Đan Mạch                       |
| ------------------------------------------------ | -------- | ------------------------------ |
| - Tielemans 3' - Lukaku 56', 70' - De Bruyne 88' | Chi tiết | - Wind 17' - Chadli 87' (l.n.) |

| Anh                                     | 4–0      | Iceland |
| --------------------------------------- | -------- | ------- |
| - Rice 20' - Mount 24' - Foden 80', 84' | Chi tiết |         |

### Bảng 3
| VT | Đội        | ST | T | H | B | BT | BB | HS | Đ  | Giành quyền tham dự hoặc xuống hạng    |     | Pháp | Bồ Đào Nha | Croatia | Thụy Điển |
| -- | ---------- | -- | - | - | - | -- | -- | -- | -- | -------------------------------------- | --- | ---- | ---------- | ------- | --------- |
| 1  | Pháp       | 6  | 5 | 1 | 0 | 12 | 5  | +7 | 16 | Vòng loại đến Chung kết Nations League |     | —    | 0–0        | 4–2     | 4–2       |
| 2  | Bồ Đào Nha | 6  | 4 | 1 | 1 | 12 | 4  | +8 | 13 |                                        |     | 0–1  | —          | 4–1     | 3–0       |
| 3  | Croatia    | 6  | 1 | 0 | 5 | 9  | 16 | −7 | 3  |                                        | 1–2 | 2–3  | —          | 2–1     |           |
| 4  | Thụy Điển  | 6  | 1 | 0 | 5 | 5  | 13 | −8 | 3  | Xuống hạng đến Giải đấu B              |     | 0–1  | 0–2        | 2–1     | —         |

| Bồ Đào Nha                                            | 4–1      | Croatia          |
| ----------------------------------------------------- | -------- | ---------------- |
| - Cancelo 42' - Jota 59' - Félix 71' - A. Silva 90+6' | Chi tiết | - Petković 90+2' |

| Thụy Điển | 0–1      | Pháp         |
| --------- | -------- | ------------ |
|           | Chi tiết | - Mbappé 42' |

| Pháp                                                                          | 4–2      | Croatia                    |
| ----------------------------------------------------------------------------- | -------- | -------------------------- |
| - Griezmann 43' - Livaković 45+1' (l.n.) - Upamecano 65' - Giroud 77' (ph.đ.) | Chi tiết | - Lovren 17' - Brekalo 55' |

| Thụy Điển | 0–2      | Bồ Đào Nha           |
| --------- | -------- | -------------------- |
|           | Chi tiết | - Ronaldo 45+1', 72' |

| Croatia                     | 2–1      | Thụy Điển  |
| --------------------------- | -------- | ---------- |
| - Vlašić 32' - Kramarić 84' | Chi tiết | - Berg 66' |

| Pháp | 0–0      | Bồ Đào Nha |
| ---- | -------- | ---------- |
|      | Chi tiết |            |

| Croatia      | 1–2      | Pháp                        |
| ------------ | -------- | --------------------------- |
| - Vlašić 64' | Chi tiết | - Griezmann 8' - Mbappé 79' |

| Bồ Đào Nha                     | 3–0      | Thụy Điển |
| ------------------------------ | -------- | --------- |
| - B. Silva 21' - Jota 44', 72' | Chi tiết |           |

| Bồ Đào Nha | 0–1      | Pháp        |
| ---------- | -------- | ----------- |
|            | Chi tiết | - Kanté 54' |

| Thụy Điển                          | 2–1      | Croatia                |
| ---------------------------------- | -------- | ---------------------- |
| - Kulusevski 36' - Danielson 45+2' | Chi tiết | - Danielson 82' (l.n.) |

| Croatia            | 2–3      | Bồ Đào Nha                  |
| ------------------ | -------- | --------------------------- |
| - Kovačić 29', 65' | Chi tiết | - Dias 52', 90' - Félix 60' |

| Pháp                                         | 4–2      | Thụy Điển                   |
| -------------------------------------------- | -------- | --------------------------- |
| - Giroud 16', 59' - Pavard 36' - Coman 90+5' | Chi tiết | - Claesson 4' - Quaison 88' |

### Bảng 4
| VT | Đội         | ST | T | H | B | BT | BB | HS  | Đ  | Giành quyền tham dự hoặc xuống hạng    |     | Tây Ban Nha | Đức | Thụy Sĩ | Ukraina |
| -- | ----------- | -- | - | - | - | -- | -- | --- | -- | -------------------------------------- | --- | ----------- | --- | ------- | ------- |
| 1  | Tây Ban Nha | 6  | 3 | 2 | 1 | 13 | 3  | +10 | 11 | Vòng loại đến Chung kết Nations League |     | —           | 6–0 | 1–0     | 4–0     |
| 2  | Đức         | 6  | 2 | 3 | 1 | 10 | 13 | −3  | 9  |                                        |     | 1–1         | —   | 3–3     | 3–1     |
| 3  | Thụy Sĩ     | 6  | 1 | 3 | 2 | 9  | 8  | +1  | 6  |                                        | 1–1 | 1–1         | —   | 3–0     |         |
| 4  | Ukraina (R) | 6  | 2 | 0 | 4 | 5  | 13 | −8  | 6  | Xuống hạng đến Giải đấu B              |     | 1–0         | 1–2 | 2–1     | —       |

1. 1 2  Điểm đối đầu: Thụy Sĩ +2, Ukraina −2.
2. ↑  Thụy Sĩ được xử thắng Ukraina 3–0 sau khi Ukraina rút lui do 6 cầu thủ Ukraina bị phát hiện dương tính với virus SARS-CoV-2.

| Đức          | 1–1      | Tây Ban Nha  |
| ------------ | -------- | ------------ |
| - Werner 51' | Chi tiết | - Gayà 90+6' |

| Ukraina                          | 2–1      | Thụy Sĩ         |
| -------------------------------- | -------- | --------------- |
| - Yarmolenko 14' - Zinchenko 68' | Chi tiết | - Seferović 41' |

| Tây Ban Nha                                        | 4–0      | Ukraina |
| -------------------------------------------------- | -------- | ------- |
| - Ramos 3' (ph.đ.), 29' - Fati 32' - F. Torres 84' | Chi tiết |         |

| Thụy Sĩ      | 1–1      | Đức            |
| ------------ | -------- | -------------- |
| - Widmer 58' | Chi tiết | - Gündoğan 14' |

| Tây Ban Nha     | 1–0      | Thụy Sĩ |
| --------------- | -------- | ------- |
| - Oyarzabal 14' | Chi tiết |         |

| Ukraina                   | 1–2      | Đức                         |
| ------------------------- | -------- | --------------------------- |
| - Malinovskyi 77' (ph.đ.) | Chi tiết | - Ginter 20' - Goretzka 49' |

| Đức                                     | 3–3      | Thụy Sĩ                            |
| --------------------------------------- | -------- | ---------------------------------- |
| - Werner 28' - Havertz 55' - Gnabry 60' | Chi tiết | - Gavranović 5', 57' - Freuler 26' |

| Ukraina         | 1–0      | Tây Ban Nha |
| --------------- | -------- | ----------- |
| - Tsyhankov 76' | Chi tiết |             |

| Đức                          | 3–1      | Ukraina         |
| ---------------------------- | -------- | --------------- |
| - Sané 23' - Werner 33', 64' | Chi tiết | - Yaremchuk 12' |

| Thụy Sĩ       | 1–1      | Tây Ban Nha  |
| ------------- | -------- | ------------ |
| - Freuler 26' | Chi tiết | - Gerard 89' |

| Tây Ban Nha                                                        | 6–0      | Đức |
| ------------------------------------------------------------------ | -------- | --- |
| - Morata 17' - F. Torres 33', 55', 71' - Rodri 38' - Oyarzabal 89' | Chi tiết |     |

| Thụy Sĩ | 3–0      | Ukraina |
| ------- | -------- | ------- |
|         | Chi tiết |         |

## Vòng chung kết
Các đội vượt qua vòng bảng
- Bỉ
- Pháp
- Ý (sau đó được chọn là chủ nhà của vòng chung kết)
- Tây Ban Nha

### Sơ đồ
|  | Bán kết                       | Bán kết |                               |   | Chung kết | Chung kết |
|  |                               |         |                               |   |           |           |
|  | 6 tháng 10 năm 2021 – Milano  |         |                               |   |           |           |
|  |                               |         |                               |   |           |           |
|  | Ý                             | 1       |                               |   |           |           |
|  | Ý                             | 1       | 10 tháng 10 năm 2021 – Milano |   |           |           |
|  | Tây Ban Nha                   | 2       |                               |   |           |           |
|  | Tây Ban Nha                   | 2       | Tây Ban Nha                   | 1 |           |           |
|  | 7 tháng 10 năm 2021 – Torino  |         | Tây Ban Nha                   | 1 |           |           |
|  |                               | Pháp    | 2                             |   |           |           |
|  | Bỉ                            | Pháp    | 2                             | 2 |           |           |
|  | Bỉ                            |         |                               | 2 |           |           |
|  | Pháp                          | 3       |                               |   |           |           |
|  | Pháp                          | 3       | Play-off tranh hạng ba        |   |           |           |
|  |                               |         |                               |   |           |           |
|  | 10 tháng 10 năm 2021 – Torino |         |                               |   |           |           |
|  |                               |         |                               |   |           |           |
|  | Ý                             | 2       |                               |   |           |           |
|  | Ý                             | 2       |                               |   |           |           |
|  | Bỉ                            | 1       |                               |   |           |           |

### Bán kết
| Ý                | 1–2      | Tây Ban Nha            |
| ---------------- | -------- | ---------------------- |
| - Pellegrini 83' | Chi tiết | - F. Torres 17', 45+2' |

| Bỉ                          | 2–3      | Pháp                                                  |
| --------------------------- | -------- | ----------------------------------------------------- |
| - Carrasco 37' - Lukaku 40' | Chi tiết | - Benzema 62' - Mbappé 69' (ph.đ.) - T. Hernandez 90' |

### Play-off tranh hạng ba
| Ý                                   | 2–1      | Bỉ                 |
| ----------------------------------- | -------- | ------------------ |
| - Barella 46' - Berardi 65' (ph.đ.) | Chi tiết | - De Ketelaere 86' |

### Chung kết
| Tây Ban Nha     | 1–2      | Pháp                       |
| --------------- | -------- | -------------------------- |
| - Oyarzabal 64' | Chi tiết | - Benzema 66' - Mbappé 80' |

## Danh sách cầu thủ ghi bàn
6 bàn
- Romelu Lukaku
- Ferran Torres

4 bàn
- Christian Eriksen
- Kylian Mbappé
- Timo Werner

3 bàn
- Dries Mertens
- Olivier Giroud
- Domenico Berardi
- Georginio Wijnaldum
- Diogo Jota
- Mikel Oyarzabal

2 bàn
- Michy Batshuayi
- Youri Tielemans
- Mateo Kovačić
- Nikola Vlašić
- Phil Foden
- Mason Mount
- Karim Benzema
- Antoine Griezmann
- Nicolò Barella
- Lorenzo Pellegrini
- Memphis Depay
- Robert Lewandowski
- Rúben Dias
- João Félix
- Cristiano Ronaldo
- Sergio Ramos
- Remo Freuler
- Mario Gavranović

1 bàn
- Yannick Carrasco
- Kevin De Bruyne
- Charles De Ketelaere
- Jason Denayer
- Jérémy Doku
- Axel Witsel
- Edin Džeko
- Haris Hajradinović
- Smail Prevljak
- Josip Brekalo
- Andrej Kramarić
- Dejan Lovren
- Bruno Petković
- Robert Skov
- Jonas Wind
- Marcus Rashford
- Declan Rice
- Raheem Sterling
- Kingsley Coman
- Theo Hernandez
- N'Golo Kanté
- Benjamin Pavard
- Dayot Upamecano
- Matthias Ginter
- Serge Gnabry
- Leon Goretzka
- İlkay Gündoğan
- Kai Havertz
- Leroy Sané
- Hólmbert Friðjónsson
- Viðar Örn Kjartansson
- Birkir Már Sævarsson
- Andrea Belotti
- Jorginho
- Stefano Sensi
- Donny van de Beek
- Steven Bergwijn
- Kamil Glik
- Kamil Grosicki
- Kamil Jóźwiak
- Karol Linetty
- João Cancelo
- André Silva
- Bernardo Silva
- Ansu Fati
- Gerard
- José Luis Gayà
- Alvaro Morata
- Rodri
- Marcus Berg
- Viktor Claesson
- Marcus Danielson
- Dejan Kulusevski
- Robin Quaison
- Haris Seferović
- Silvan Widmer
- Ruslan Malinovskyi
- Viktor Tsyhankov
- Roman Yaremchuk
- Andriy Yarmolenko
- Oleksandr Zinchenko

1 bàn phản lưới nhà
- Nacer Chadli (trong trận gặp Đan Mạch)
- Dominik Livaković (trong trận gặp Pháp)
- Rúnar Már Sigurjónsson (trong trận gặp Đan Mạch)
- Marcus Danielson (trong trận gặp Croatia)

## Bảng xếp hạng tổng thể
16 đội tuyển của Hạng A sẽ được xếp hạng từ hạng 1 đến hạng 16 tổng thể trong UEFA Nations League 2020–21 theo các quy tắc sau đây:
- Các đội tuyển hoàn thành thứ nhất trong các bảng sẽ được xếp hạng từ hạng 1 đến hạng 4 theo kết quả của Chung kết giải vô địch bóng đá các quốc gia.
- Các đội tuyển hoàn thành thứ hai trong các bảng sẽ được xếp hạng từ hạng 5 đến hạng 8 theo kết quả của giai đoạn giải đấu.
- Các đội tuyển hoàn thành thứ ba trong các bảng sẽ được xếp hạng từ hạng 9 đến hạng 12 theo kết quả của giai đoạn giải đấu.
- Các đội tuyển hoàn thành thứ tư trong các bảng sẽ được xếp hạng từ hạng 13 đến hạng 16 theo kết quả của giai đoạn giải đấu.

| Hạng | Bg | Đội                  | ST | T | H | B | BT | BB | HS  | Đ  |
| ---- | -- | -------------------- | -- | - | - | - | -- | -- | --- | -- |
| 1    | A3 | Pháp                 | 6  | 5 | 1 | 0 | 12 | 5  | +7  | 16 |
| 2    | A4 | Tây Ban Nha          | 6  | 3 | 2 | 1 | 13 | 3  | +10 | 11 |
| 3    | A1 | Ý                    | 6  | 3 | 3 | 0 | 7  | 2  | +5  | 12 |
| 4    | A2 | Bỉ                   | 6  | 5 | 0 | 1 | 16 | 6  | +10 | 15 |
|      |    |                      |    |   |   |   |    |    |     |    |
| 5    | A3 | Bồ Đào Nha           | 6  | 4 | 1 | 1 | 12 | 4  | +8  | 13 |
| 6    | A1 | Hà Lan               | 6  | 3 | 2 | 1 | 7  | 4  | +3  | 11 |
| 7    | A2 | Đan Mạch             | 6  | 3 | 1 | 2 | 8  | 7  | +1  | 10 |
| 8    | A4 | Đức                  | 6  | 2 | 3 | 1 | 10 | 13 | −3  | 9  |
|      |    |                      |    |   |   |   |    |    |     |    |
| 9    | A2 | Anh                  | 6  | 3 | 1 | 2 | 7  | 4  | +3  | 10 |
| 10   | A1 | Ba Lan               | 6  | 2 | 1 | 3 | 6  | 6  | 0   | 7  |
| 11   | A4 | Thụy Sĩ              | 6  | 1 | 3 | 2 | 9  | 8  | +1  | 6  |
| 12   | A3 | Croatia              | 6  | 1 | 0 | 5 | 9  | 16 | −7  | 3  |
|      |    |                      |    |   |   |   |    |    |     |    |
| 13   | A4 | Ukraina              | 6  | 2 | 0 | 4 | 5  | 13 | −8  | 6  |
| 14   | A3 | Thụy Điển            | 6  | 1 | 0 | 5 | 5  | 13 | −8  | 3  |
| 15   | A1 | Bosna và Hercegovina | 6  | 0 | 2 | 4 | 3  | 11 | −8  | 2  |
| 16   | A2 | Iceland              | 6  | 0 | 0 | 6 | 3  | 17 | −14 | 0  |